# 奧地利的卡塔里娜 (1533-1572)
奧地利的卡塔里娜（德語：Katharina von Österreich，1533年9月15日—1572年2月28日），波蘭王后，神聖羅馬皇帝斐迪南一世的女兒。

## 家庭背景
1553年，卡塔里娜與波蘭國王齊格蒙特二世結婚，兩人沒有子女。